# Chénopode bon-Henri
Blitum bonus-henricus, Chenopodium bonus-henricus
Espèce
Statut de conservation UICN

 LC  : Préoccupation mineure
Synonymes
- Agathophytum bonus-henricus (L.) Moq.[2]
- Blitum bonus-henricus (L.) C.A.Meyer in Ledeb.[2]
- Chenopodium bonus-henricus L., 1753
- Orthosporum bonus-henricus (L.) T. Nees[2]

Blitum bonus-henricus (anciennement Chenopodium bonus-henricus), le Chénopode bon-Henri, Ansérine bon-Henri ou Herbe du bon Henri, est une espèce de plantes angiospermes du genre Blitum de la famille des Chenopodiaceae ou des Amaranthaceae selon les classifications. C'est une plante herbacée dont les feuilles et les inflorescences sont consommées cuites. Son nom vient du roi Henri IV qui aurait découvert son importance sur le plan culinaire.

## Dénominations
- Nom scientifique valide : Blitum bonus-henricus (L.) Rchb., 1832[1].
- Basionyme : Chenopodium bonus-henricus L. [1],[3].
- Synonymes : 
  - Agathophytum bonus-henricus (L.) Moq.[2]
  - Blitum bonus-henricus (L.) C.A. Meyer, nom. illeg.[1], donné par erreur comme nom valide par VasCan[4].
  - Orthosporum bonus-henricus (L.) T. Nees[2]
- Noms vulgaires (vulgarisation scientifique) recommandés ou typiques en français : chénopode du bon Henri[5],[6], chénopode bon-Henri[7] (aussi écrit bon-henri[5] ou Bon-Henri[4]), ansérine bon-Henri (aussi écrit bon-henri[8] ou Bon-Henri[4]) ou encore herbe du bon Henri[5],[7],
- Autres noms vulgaires ou noms vernaculaires (langage courant), pouvant désigner éventuellement d'autres espèces : bon-henri[8] (ou Bon-Henri[4]), arroche Bon-Henri[8], épinard sauvage[5],[7],[8],[4], sarron[5], toute-bonne[7],[8] (à éviter[5]).

## Description

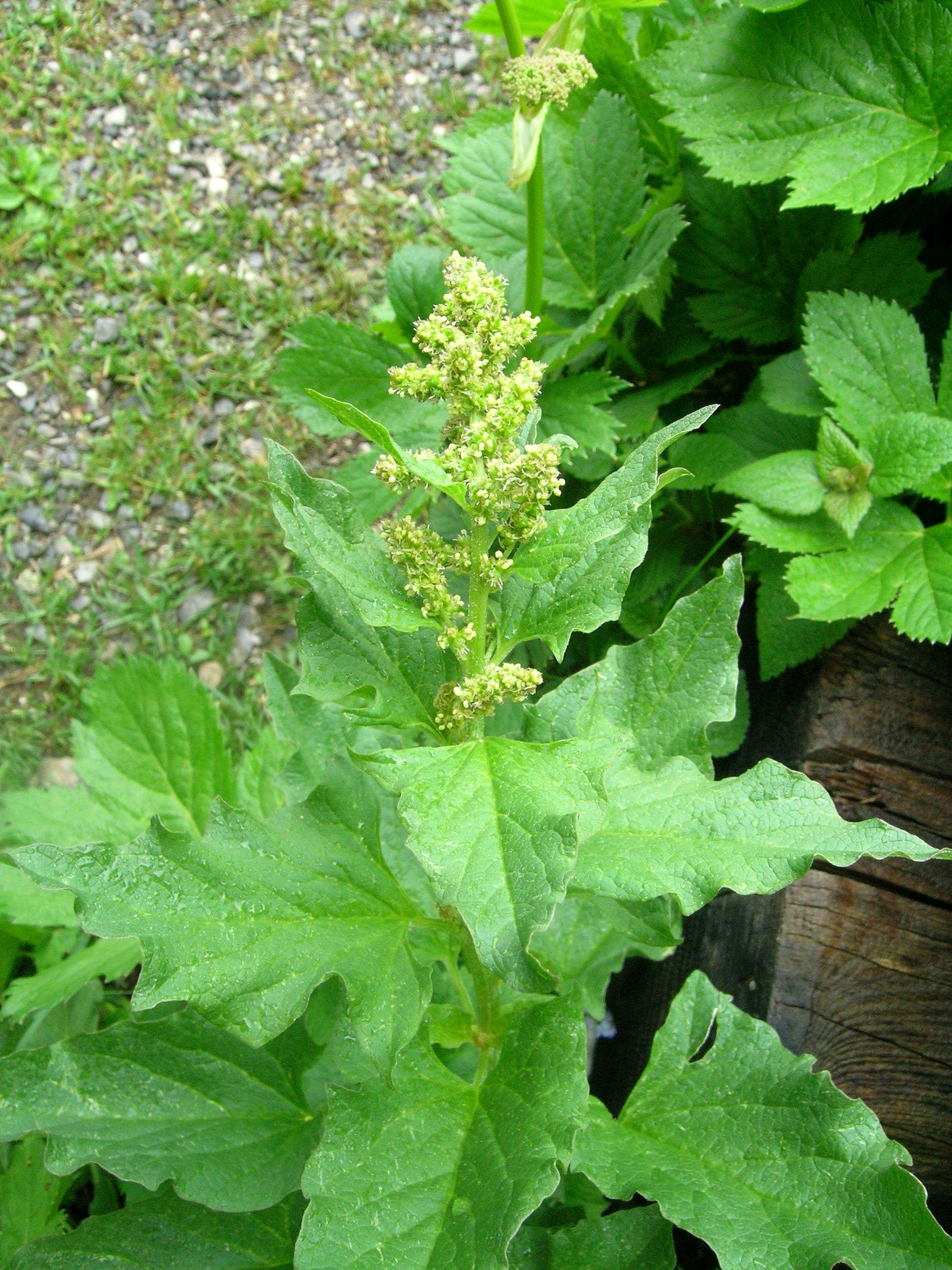
Aspect général.

C'est une plante annuelle ou pérenne avec une tige épaisse, dressée, de 20 à 60 cm de haut. Les nombreuses feuilles d'un vert foncé au revers argenté ont une longueur de 50 à 100 mm et sont larges, luisantes, de forme triangulaire ou en fer de flèche, souvent ondulées sur les bords. La face inférieure des feuilles est recouverte de poils donnant une impression farineuse caractéristique au toucher.
Cette plante peut être confondue avec le Datura qui, lui, est très toxique.
Les fleurs sont produites dans un grand épi presque sans feuilles de 100 à 300 mm de long; chaque fleur est très petite (3-5 mm de diamètre), verte, avec cinq sépales. La floraison a lieu de juin à septembre.
Les graines sont vert-rouge, 2-3 mm de diamètre.

## Habitats
On rencontre le chénopode Bon-Henri à l'état sauvage entre 100 et 2 600 m d'altitude, dans les reposoirs à bestiaux et autres endroits où sont déposées des déjections azotées des animaux, ou encore sur des talus ou terres fraîchement retournées.

## Statut de protection
Cette espèce n'est pas menacée.

## Taxinomie
L'espèce a été décrite en 1753 par Carl Linnaeus comme Chenopodium bonus-henricus dans Species Plantarum. Jusqu'en 2012, l'espèce était habituellement incluse dans le genre Chenopodium, mais la recherche génétique moléculaire a révélé qu'elle n'appartient pas vraiment à ce genre. Il semble être plus étroitement lié au genre Spinacia, et est maintenant placé dans le genre Blitum dans la tribu des Anserineae. Le nom scientifique Blitum bonus-henricus a été utilisé pour la première fois par Ludwig Reichenbach en 1832.

## Utilisation
Les jeunes pousses sont coupées au printemps à environ 20 cm de hauteur et sont cuites à la vapeur. Plus tard dans l'année, les feuilles s'utilisent comme celles des épinards.

## Culture
C'est une plante vivace résistante aux basses températures, qui aime les terres riches et pousse volontiers à l'ombre car elle craint la sécheresse. Semé au printemps ou à l'automne, le chénopode bon-Henri produit des feuilles à couper à partir de l'année suivante et durant quatre à cinq ans.

## Images

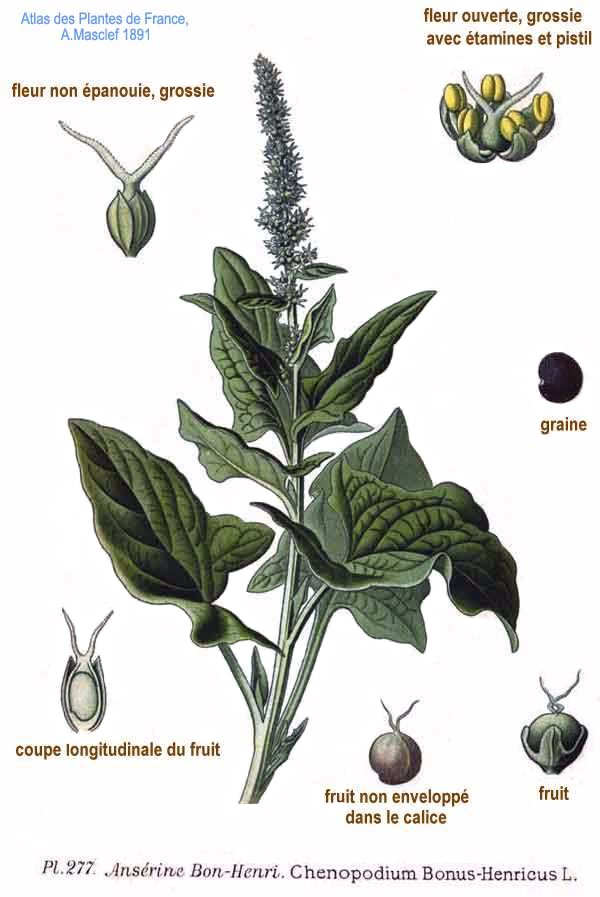
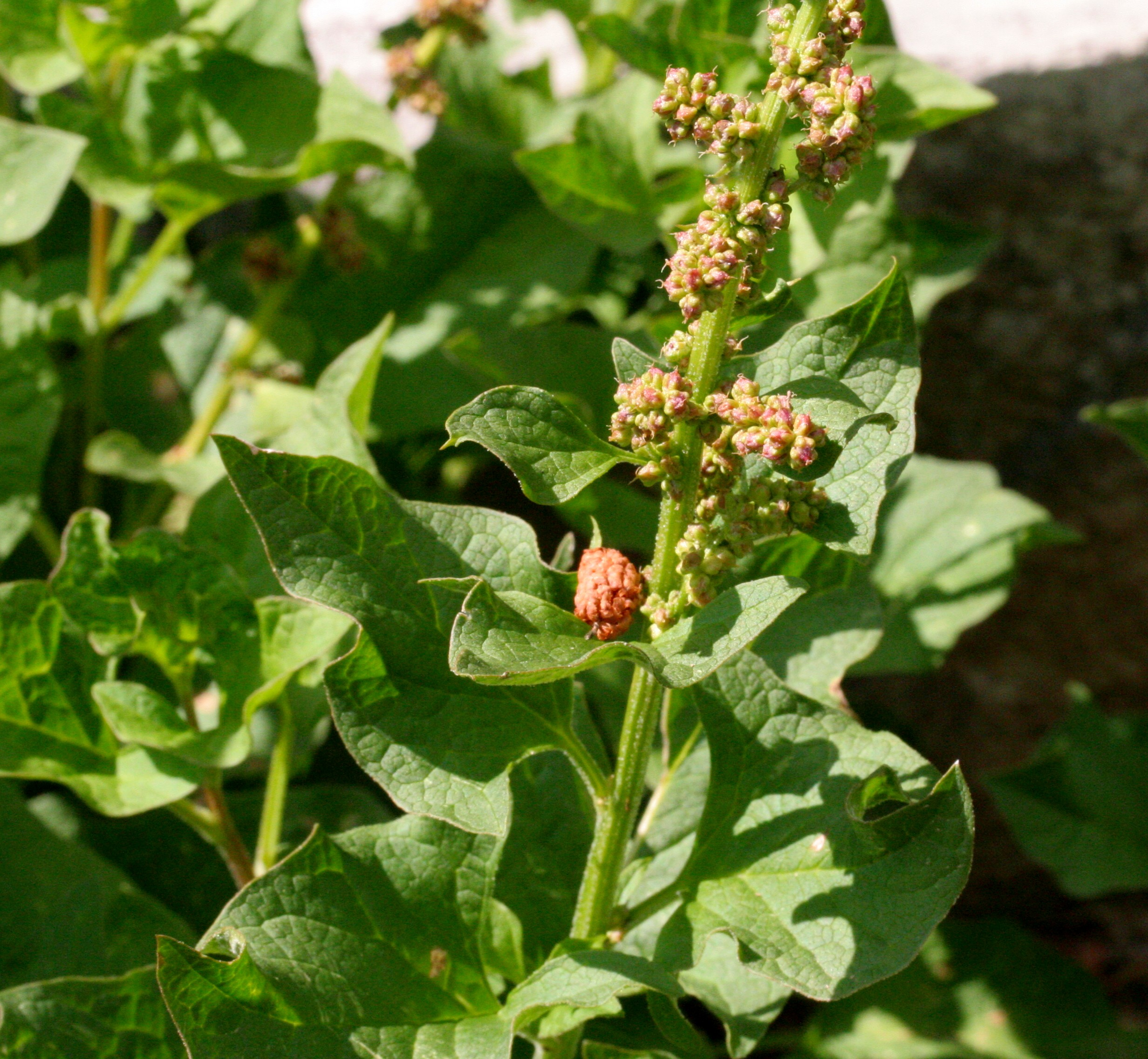
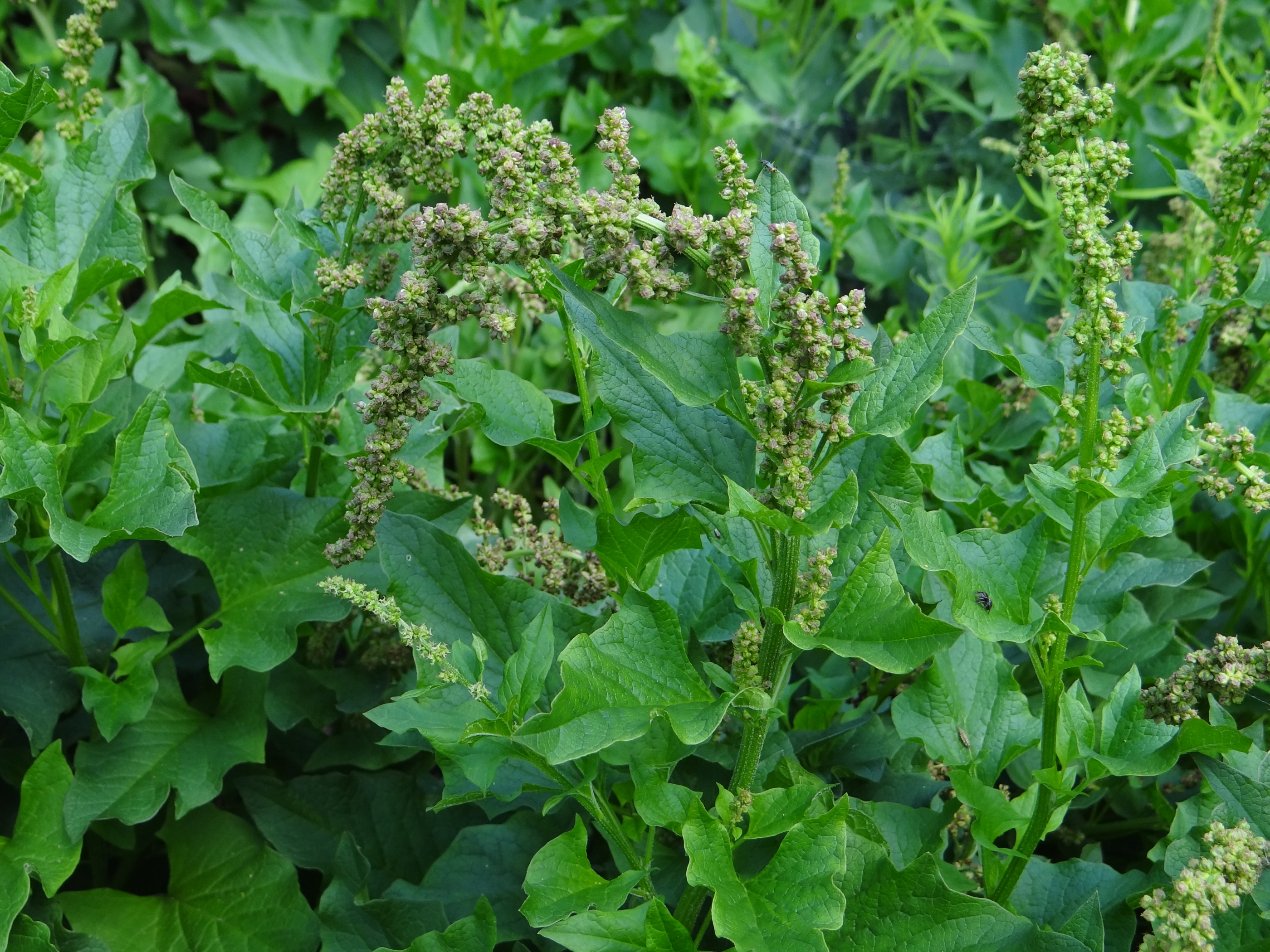
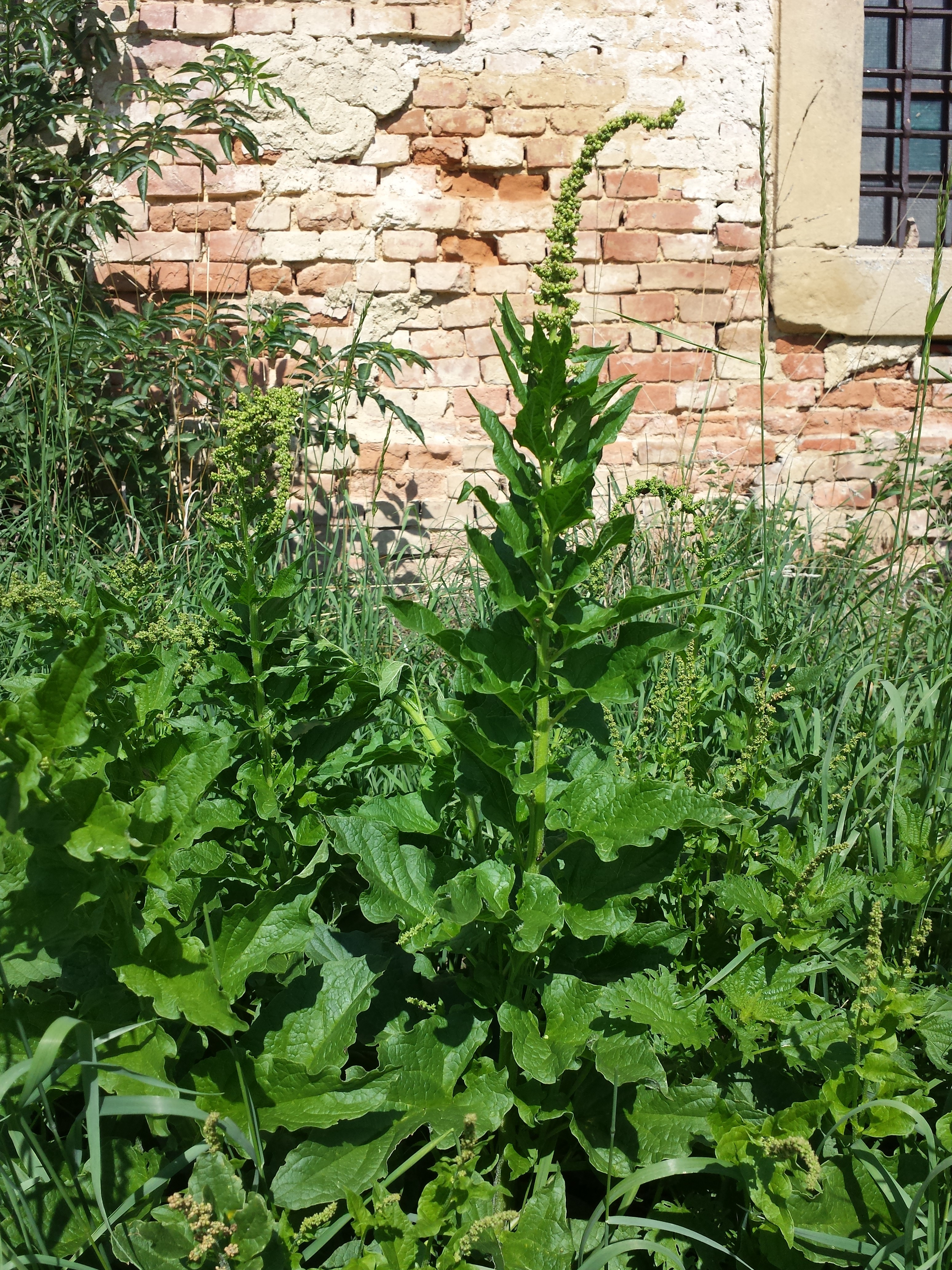
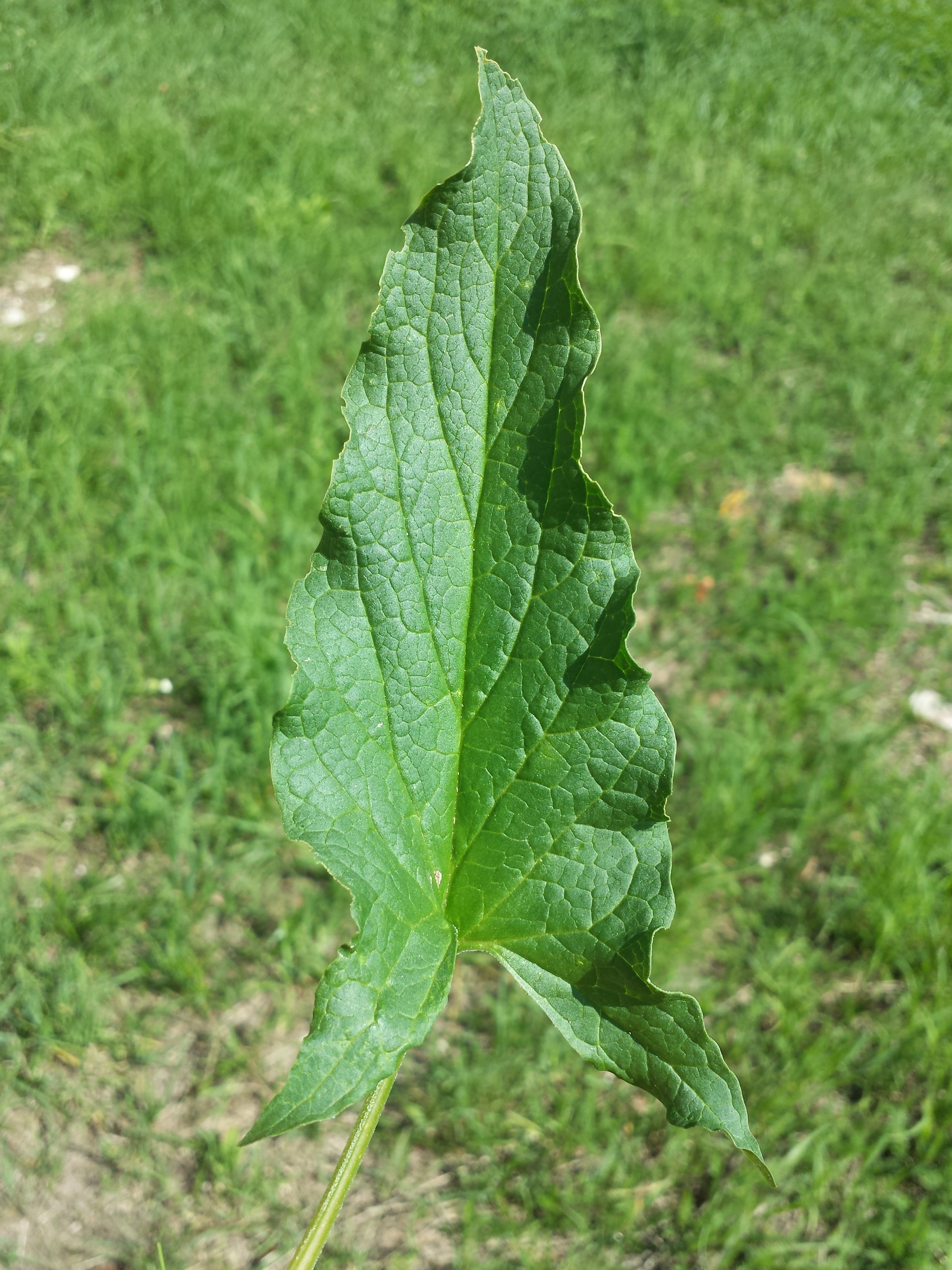